# 宮崎県立小林商業高等学校
宮崎県立小林商業高等学校（みやざきけんりつこばやししょうぎょうこうとうがっこう）は、宮崎県小林市に所在した公立の商業高等学校。2008年の西諸県地区の学校再編により、宮崎県立小林工業高等学校と統合し、宮崎県立小林秀峰高等学校となった。

## 設置学科
- 商業科
- 経営情報科

## 所在地
- 〒886-0003 宮崎県小林市大字堤108-1

## 沿革
- 1964年4月1日 - 宮崎県立小林高等学校より分離独立。
- 2008年4月 - 生徒募集停止。宮崎県立小林工業高等学校と統合し、宮崎県立小林秀峰高等学校を設置。
- 2010年3月31日 - 閉校。